# Markus Nutivaara
Markus Nutivaara (* 6. Juni 1994 in Oulu) ist ein finnischer Eishockeyspieler, der seit Juli 2025 erneut bei Kärpät Oulu aus der finnischen Liiga unter Vertrag steht und dort auf der Position des Verteidigers spielt. Im bisherigen Verlauf seiner aktiven Karriere zwischen 2010 und 2022 bestritt Nutivaara unter anderem 292 Spiele für die Columbus Blue Jackets und Florida Panthers in der National Hockey League (NHL). Mit seinem Stammverein Kärpät Oulu gewann er im Jahr 2015 die finnische Meisterschaft.

## Karriere
Nutivaara spielte während seiner Juniorenzeit zunächst bis 2012 für die U16- und U18-Mannschaft von Kärpät Oulu sowie die U18-Auswahl von Ahmat Haukipudas. Für sein erstes Jahr im A-Juniorenbereich wechselte er im Sommer 2012 zu den Pelicans Lahti. Zur Saison 2013/14 kehrte er schließlich wieder zu Kärpät Oulu zurück, wo er ebenfalls für das U20-Team auflief. Parallel sammelte er auch erste Erfahrungen im Profibereich, da er aufgrund eines Leihgeschäfts bei Jokipojat Joensuu in der zweitklassigen Mestis in elf Begegnungen eingesetzt wurde.
Zur Saison 2014/15 gelang dem Abwehrspieler schließlich der Sprung in den Stammkader von Oulu. Mit der Mannschaft gewann er am Saisonende den Finnischen Meistertitel. Seine Leistungen weckten schließlich das Interesse der Columbus Blue Jackets aus der National Hockey League, die Nutivaara im NHL Entry Draft 2015 in der siebten und letzten Runde an 189. Stelle auswählten. Der Finne verblieb jedoch noch ein weiteres Jahr in Oulu und bestätigte unter Beobachtung der Scouts der Blue Jackets seine Entwicklung aus den Vorjahren.
Im Mai 2016 nahmen sie ihre späte Draftwahl schließlich für zwei Jahre unter Vertrag und holten ihn im Sommer nach Nordamerika. Dort erhielt er nach der Saisonvorbereitung einen Platz im NHL-Kader der Columbus Blue Jackets und feierte im Oktober sein Debüt. Im weiteren Verlauf etablierte er sich in der NHL und unterzeichnete bei den Blue Jackets im März 2018 einen neuen Vierjahresvertrag. Diesen erfüllte er jedoch nicht in Columbus, da er im Oktober 2020 im Tausch für Cliff Pu zu den Florida Panthers transferiert wurde. Dort verpasste er den Großteil der Saison 2021/22 verletzungsbedingt und absolvierte nur eine Partie. Anschließend wechselte er im Juli 2022 als Free Agent zu den San Jose Sharks, für die er aufgrund seiner anhaltenden Hüftprobleme ohne jeden Einsatz blieb. Im Juni 2023 gab der 29-Jährige schließlich das Ende seiner aktiven Karriere bekannt, nachdem zwei Hüftoperationen zur Behandlung der Arthrose und Knorpelschäden nicht zum Erfolg geführt hatten.
Nach mehr als dreijähriger Spielpause feierte Nutivaara im Juli 2025 sein Comeback bei seinem Stammverein aus Oulu.

### International
Nutivaara bestritt im Juniorenbereich lediglich drei Testspiele für die finnische U20-Nationalmannschaft. Für die Herrenauswahl feierte er im Rahmen der Euro Hockey Tour in der Saison 2015/16 als 21-Jähriger sein Debüt. Sein erstes großes internationales Turnier bestritt er mit der Weltmeisterschaft 2018 in Dänemark.

## Erfolge und Auszeichnungen
- 2014 Finnischer A-Junioren-Vizemeister mit Kärpät Oulu
- 2015 Finnischer Meister mit Kärpät Oulu

## Karrierestatistik
Stand: Ende der Saison 2024/25

### International
Vertrat Finnland bei:
- Weltmeisterschaft 2018

(Legende zur Spielerstatistik: Sp oder GP = absolvierte Spiele; T oder G = erzielte Tore; V oder A = erzielte Assists; Pkt oder Pts = erzielte Scorerpunkte; SM oder PIM = erhaltene Strafminuten; +/− = Plus/Minus-Bilanz; PP = erzielte Überzahltore; SH = erzielte Unterzahltore; GW = erzielte Siegtore; 1 Play-downs/Relegation; Kursiv: Statistik nicht vollständig)